# Vlaamse Jeugdraad
Een jeugdraad is een adviesraad van een bepaald beleidsniveau binnen de structuren van Vlaanderen.
Zo bestaan er op gemeentelijk of stedelijk, provinciaal en het Vlaamse niveau jeugdraden.
Tot 1993 was het niet nodig om een aparte jeugdraad te hebben. De jeugd kon een onderdeel zijn binnen de cultuurraad waar cultuur, sport en jeugd besproken werden.
Via het decreet van 9 juni 1993 op subsidiëring van lokale overheden werd het verplicht om een jeugdraad te installeren en over alle zaken die betrekking hebben op jeugd en jeugdwelzijn advies te vragen. Dit advies is dan een onderdeel van de bespreking op de gemeenteraad, de provincieraad of het Vlaams Parlement.
Met het decreet van 4 juli 2001 werd de nadruk meer op participatie, communicatie en jeugdruimte gelegd en werden politiek functionarissen geweerd uit de jeugdraad om de dialoog te verbeteren.

## Samenstelling
Elke jeugdraad kan na gemeentelijke of provinciale goedkeuring zijn samenstelling zelf bepalen. Enkele groepen worden echter in het decreet omschreven. Individuele jongeren jonger dan 26 jaar wonende in het beleidsgebied kan lid worden. Personen met een politieke functie kunnen geen lid worden.
In de meeste gemeentelijke jeugdraden zijn naast de, door het beleid erkende, jeugdwerkorganisaties ook afgevaardigden van alle jeugdwerkorganisaties binnen het beleidsgebied.
Daarnaast kan de jeugdraad zelf ook andere groepen aanvaarden, zoals afgevaardigde van scholen, deskundigen, kinderraden.